# Solpuga chelicornis
Espèce
Synonymes
- Galeodes setigera Olivier, 1791
- Solpuga africana Lichtenstein, 1797
- Solpuga iubata C. L. Koch, 1842
- Solpuga chelicornis rufescens Hewitt, 1919 nec C. L. Koch, 1842

Solpuga chelicornis est une espèce de solifuges de la famille des Solpugidae.

## Distribution
Cette espèce se rencontre en Afrique du Sud, au Botswana et en Namibie.

## Description
Les mâles mesurent de 25 à 27 mm et les femelles de 21 à 24 mm.

## Liste des sous-espèces
Selon Solifuges of the World (version 1.0) :
- Solpuga chelicornis carlkochi (Harvey, 2002)
- Solpuga chelicornis chelicornis (Lichtenstein, 1796)
- Solpuga chelicornis macrognatha (Hewitt, 1919
- Solpuga chelicornis pubescens (Hewitt, 1919)

## Publications originales
- Lichtenstein, 1796 : Catalogus musei zoologici ditissimi Hamburgi, auctionis lege distrahendi. Sectio Tertia. Continens Insecta. p. 1-222.
- Hewitt, 1919 : A short survey of the Solifugae of South Africa. Annals of the Transvaal Museum, vol. 7, p. 1–76 (texte intégral).
- Harvey, 2002 : Nomenclatural notes on Solifugae, Amblyppygi, Uropygi and Araneae (Arachnidda). Records of the Western Australian Museum, vol. 20, p. 449-459.